# Miho Matsuoka
Miho Matsuoka (松岡美保?, Matsuoka Miho; Fukuoka, 11 luglio 1953) è un'ex cestista giapponese.

## Carriera
Con il Giappone ha disputato i Giochi olimpici di Montréal 1976 e i Campionati mondiali del 1979.